# Eusterinx minima
Eusterinx minima är en stekelart som först beskrevs av Gabriel Strobl 1903.  Eusterinx minima ingår i släktet Eusterinx och familjen brokparasitsteklar. Inga underarter finns listade i Catalogue of Life.